# Gustav Mahr

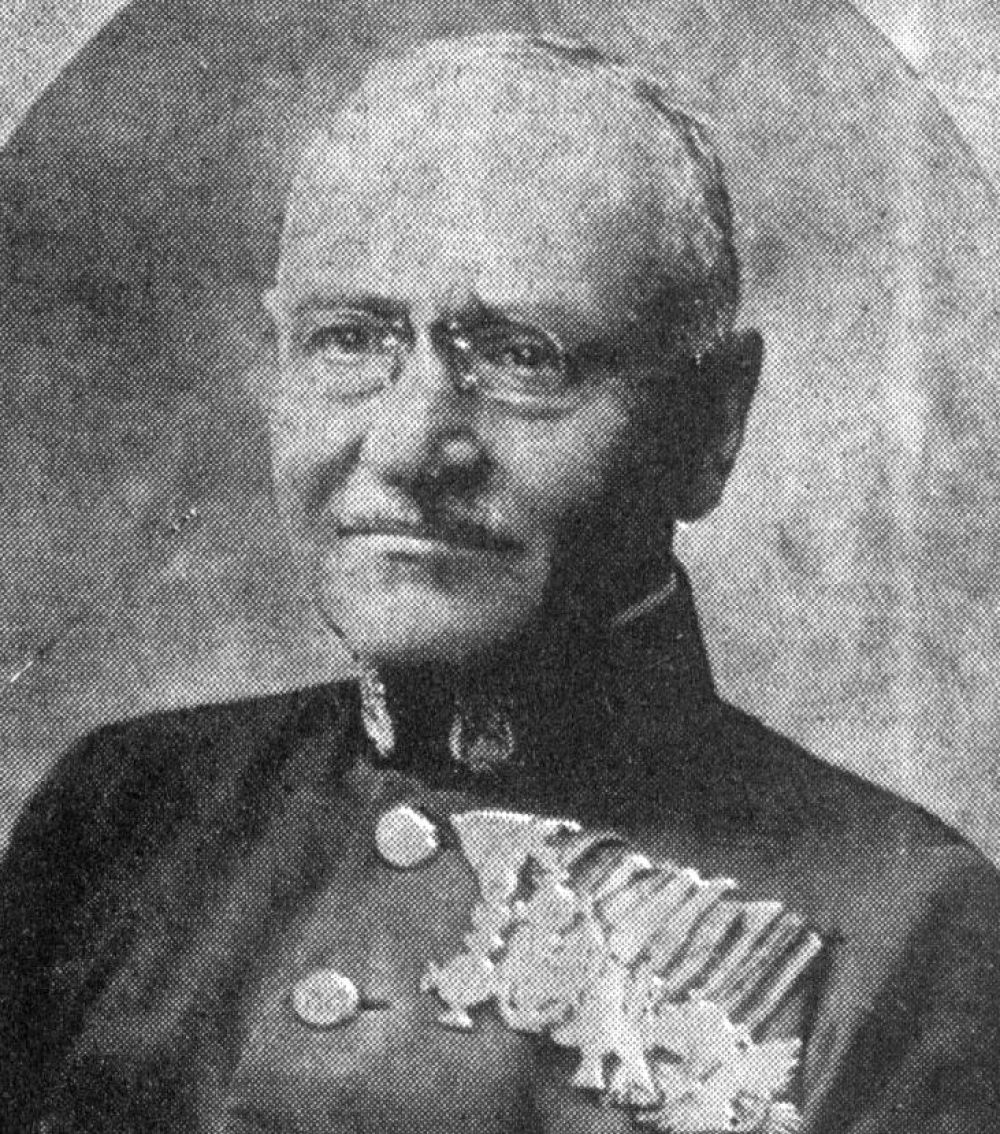
Portraitfoto von Gustav Mahr

Gustav Johann Mahr (* 23. November 1858 in Brandeis a.d. Elbe; † 1. September 1930 in Hargelsberg) war ein böhmischer Komponist und Militärkapellmeister.

## Lebenslauf
Gustav Mahr, Sohn des Komponisten und Militärkapellmeisters Franz Anton Mahr (1830–1891), studierte von 1870 bis 1876 Musiktheorie, Komposition und Violine am Prager Konservatorium. 1875 wurde er Sologeiger in der damals von seinem Vater geleiteten Regimentsmusik des Infanterie-Regiments (IR) Nr. 75 in Prag. Am 1. Dezember 1878 wurde Mahr selbst Militärkapellmeister beim ungarischen IR Nr. 60 Prinz Gustav von Wasa in Erlau (Eger). Damit begann eine bewegte Militärkapellmeisterlaufbahn, die ihn zu insgesamt sieben Regimentern führte. Am 1. April 1884 folgte Mahr Alexander Leitermayer bei den „59ern“ in Salzburg nach. 1895 wurde er mit der Aufstellung der Musik für das neu formierte 2. Tiroler Kaiserjäger-Regiment in Wien betraut. Mahr wäre vom Regimentskommando der „Hoch- und Deutschmeister“ als Kapellmeister in Betracht gekommen, wenn nicht Carl Michael Ziehrer diese Funktion angenommen hätte. 1899 wurde das 2. Tiroler Kaiserjäger-Regiment nach Trient und Brixen in Südtirol verlegt. Mahr selbst wechselte zu den „43ern“ und mit 1. Mai 1903 zum 4. Tiroler Kaiserjäger-Regiment in Salzburg. Seine letzten Jahre im Dienste als Militärmusiker verrichtete er 1910 bis 1911 beim böhmischen IR Nr. 73 und beim oberösterreichischen IR Nr. 14 Großherzog von Hessen, bei welchem er bis zum Ende der Donaumonarchie blieb.

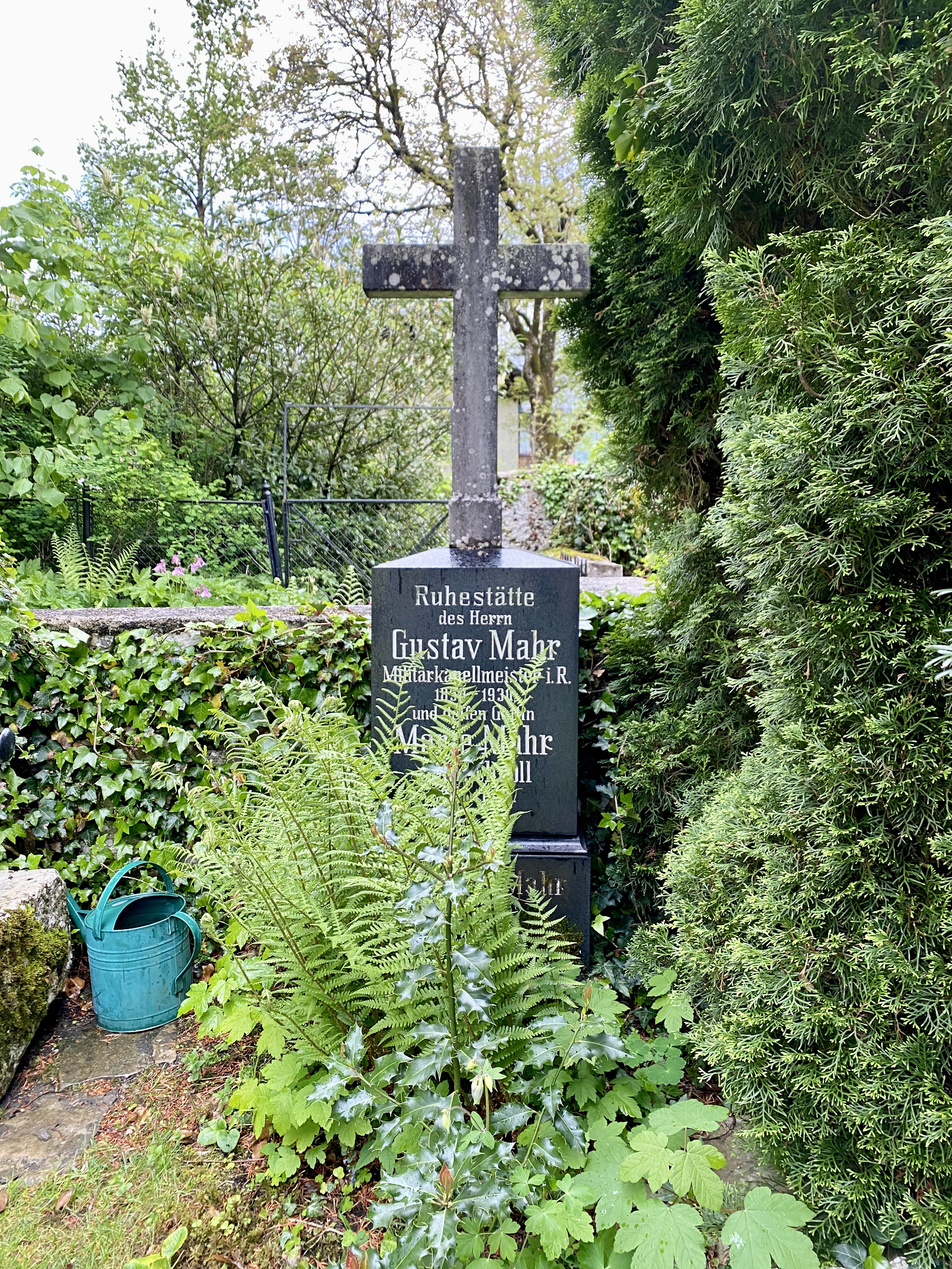
Grab von Gustav Mahr

Mahr war Ende des Ersten Weltkrieges 1918 mit 40 Dienstjahren der Dienstälteste unter den Militärkapellmeistern der k.u.k. Monarchie. Nach Ende seiner Karriere als Militärmusiker leitete er bis zu seinem Tod das Orchester des Linzer Kolosseum-Varietés, sowie von 1924 bis 1927 die Linzer Eisenbahnerkapelle, welcher viele ehemalige Militärmusiker angehörten. Sein Grab befindet sich auf dem Katholischen Friedhof in Obertraun.
Er war mit Maria Antonia Schroll, einer Tochter des Militärkapellmeisters Ferdinand Schroll, verheiratet. Der Archäologe Adolf Mahr war sein Sohn.
Mahr gehört neben Julius Fučik, Wilhelm Wacek und anderen zur Elite der österreichischen Militärkapellmeister.
Mahr hat mehr als 80 Werke verschiedener Gattungen weltlicher Musik komponiert, darunter auch Werke der ernsten Musik wie die Oper „Die Königin von Tahiti“, das Melodram „Gott und die Bajadere“ nach einem Text von Johann Wolfgang von Goethe und das Singspiel „Des Sängers Fluch“. Einer der populärsten seiner Märsche ist der Marsch „Hoch Tirol“, welcher dem Offiziers-Korps des 2. Kaiserjäger-Regiments gewidmet ist. Zur Aufstellung des 2. Kaiserjäger-Regiments komponierte er 1895 den „Andreas Hofer-Marsch“, welcher von den Kaiserjäger-Regimentern als Defiliermarsch gespielt wurde. Daneben komponierte er zahlreiche Orchesterwerke, Streichquartette, kammermusikalische Kompositionen, Klavierwerke, Kompositionen für Chormusik, Lieder mit Klavierbegleitung sowie Polkas, Mazurken, Walzer und Potpourris.
Als wahrer Meister erwies sich Mahr in der Komposition von Märschen im historischen Stil wie der „Rheingraf Salm-Salm (Hessen Fanfaren-Marsch)“, der 1917 preisgekrönte „Österreichische Generalmarsch“ und der „Fennerjäger Marsch“ zeigen.

## Kompositionen

### Werke für Blasorchester
- 1883: Auf Wiedersehn
- 1887: Huldigungs-Marsch
- 1887: Rudolph-Marsch
- Andreas Hofer-Marsch (zur Aufstellung des 2. Kaiserjäger-Regiments 1895 komponiert)
- Dampierre Kürassiere
- Defilier-Marsch
- Egri fiuk (Erlauer Söhne)
- Fenner-Jäger-Marsch
- Fest-Marsch
- Flott zu Fuß
- Frisch vorwärts! – 59er Regiments-Signal-Marsch
- Grenzwacht
- Hawthorne Marsch
- Heimwärts
- Hoch Tirol (entstanden bei seiner Zeit beim 2. Kaiserjäger-Regiment)
- Hochzeits-Marsch
- In die weite Welt
- Jubel-Marsch
- Kaisertreu
- Kürenberger Fanfarenmarsch
- Neuer 75er Regiments-Marsch
- Oberst Ontl-Marsch
- Oberst Faby-Marsch (Sturm-Marsch)
- Österreichischer Generalmarsch
- Prager Marsch
- Regimentssignal
- Rheingraf Salm-Salm (Hessen Fanfaren-Marsch)
- Rumänischer Marsch – Sinai Hora
- Scazigino-Marsch
- Schützenfest-Marsch
- Sizzo Noris-Marsch
- Tiroler Lieder-Marsch
- Wallensteins Einzug
- Wiener Couplet-Marsch
- Zwei Turner-Marsch

### Bühnenwerke
- Die Königin von Tahiti (Oper)
- Gott und die Bajadere (Melodram nach einem Text von Johann Wolfgang von Goethe)
- Des Sängers Fluch (Singspiel)